# NGC 6603
NGC 6603 est un amas ouvert situé dans la constellation du Sagittaire. Il a été découvert par l'astronome britannique John Herschel en 1830.
Cet amas ouvert se trouve dans M24 et il est parfois désigné à tort comme étant M24.
Selon la classification des amas ouverts de Robert Trumpler, cet amas renferme plus de 100 étoiles (lettre r) dont la concentration est moyennement forte (I) et dont les magnitudes se répartissent sur un petit intervalle (le chiffre 1). Selon le site Lynga consacré au amas ouvert, M21 renferme 100 étoiles.

## Observation
Avec une magnitude visuelle de 11,1, on peut observer l'amas avec un télescope dont l'ouverture est d'au moins 150 mm.

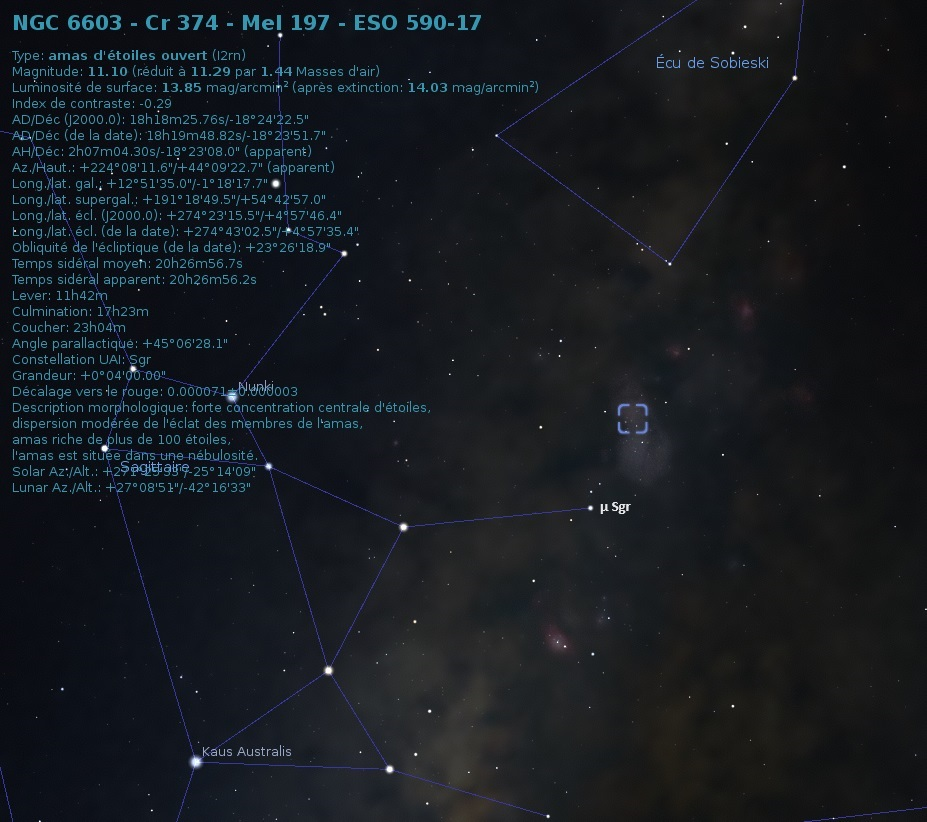
Emplacement de NGC 6603 dans la constellation du Sagittaire.

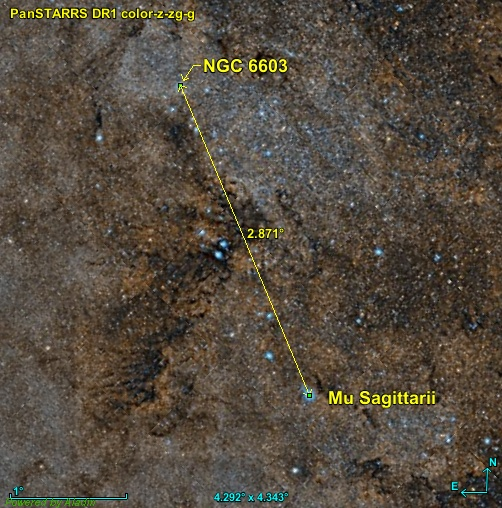
Position de NGC 6603 par rapport Mu Sagittarii.

NGC 6603 est situé à environ 2,9 degré au nord-est de l'étoile Mu Sagittarii.

## Caractéristiques

### Distance, taille et vitesse
Selon de récentes mesures réalisées par le satellite Gaia de la distance de NGC 6603, l'amas est à 2 068 ± 122 pc (∼6 740 al) du système solaire et sa vitesse est de 18,146 ± 0,495 km/s,.
La taille apparente de l'amas est de 4 minutes d'arc, ce qui, compte tenu de la distance de 2068 ± 122 pc et grâce à un calcul simple, équivaut à une taille réelle d'environ 7,9 ± 0,5 années-lumière.
Deux autres valeurs sont indiquées pour la distance soit environ 2 727 pc (∼8 890 al), et une autre moins récente (2005) d'environ 2 880 pc (∼9 390 al). Deux autres valeurs sont aussi indiquées pour la vitesse, soit 19,03 ± 0,73 km/s et 17,91 ± 0,37 km/s.

### Métallicité et âge
Simbad rapporte deux valeur de la métallicité, soit +0,153 et 0,43. Une métallicité comprise entre ces deux valeurs signifie que le pourcentage d'éléments lourds (plus lourd que l'hydrogène et l'hélium) de cet amas serait compris entre 133% (100,123) et 269% (100,43) de celui du Soleil. Selon le site WEBDA et Lynga, cet amas est âgé de 200 millions d'années,.

## Étoiles
NGC 6603 renferme au moins trois étoiles traînardes bleues.
Simbad montre un bouton nommé Children. En cliquant sur ce bouton, on atteint une section de cette base de données qui renferme un tableau contenant 639 entrées pour NGC 6603. Cependant, des étoiles (les Children) peuvent apparaître plusieurs fois dans la deuxième colonne du tableau, d'où le nombre de liens bibliographiques qui est supérieure au nombre d'étoiles. La quatrième colonne de ce tableau indique la probabilité que l'étoile appartienne à l'amas. En cliquant sur le titre de cette colonne, on peut classer la probabilité par ordre croissant ou décroissant. En cliquant sur la désignation de l'étoile, on atteint la page de Simbad qui résume ses propriétés.